# Ella y Yo
Ella y Yo (svenska: Hon och jag) är en låt av den puertoricanska gruppen Aventura och Don Omar, utgiven på 2005 på albumet God's Project och som singel. Låten är en duett mellan en av sångarna i Aventura, Romeo Santos och Don Omar. 
Låten har även släppts på två livealbum, Sold Out At Madison Square Garden - K.O.B. (2007) och K.O.B. Live (2008)
Ella y Yo med tillhörande musikvideo har över 110 miljoner visningar på Youtube (2020), trots att låten och videon släpptes innan Youtube lanserades och att videon lades upp så sent som i maj 2019.

## Listplaceringar
| Lista (2005)                                                       | Topplacering |
| ------------------------------------------------------------------ | ------------ |
| Billboard Hot 100                                                  | 97           |
| Hot Latin Songs Billboard                                          | 2            |
| Tropical SongsBillboard                                            | 1            |
| Latin Rhythm AirplayBillboard                                      | 1            |
| Schweizer Hitparade                                                | 2            |
| Les Chartes Français Syndicat National de l'Édition Phonographique | 16           |

### Digitala listplaceringar (2010)
| Lista (2010)              | Topplacering |
| ------------------------- | ------------ |
| Hot Latin Songs Billboard | 16           |
| Tropical Songs Billboard  | 16           |